# رحمن (ممثل)
رحمن هو ممثل هندي، ولد في 23 مايو 1967 في الإمارات العربية المتحدة.

## وصلات خارجية
- رحمن على موقع IMDb (الإنجليزية)
- رحمن على موقع قاعدة بيانات الفيلم (الإنجليزية)